# Sant Cristòfol de Montpedrós
Sant Cristòfol de Montpedrós, o d'Hortoneda, o, simplement Sant Cristòfol, és una ermita romànica del municipi de Conca de Dalt, al Pallars Jussà. Fins al 1969 formava part del terme municipal d'Hortoneda de la Conca. No és a prop de cap nucli de població actual i, en canvi, molt a prop del cim del Montpedrós, del qual dista poc més de 500 metres.
És un petit edifici d'una sola nau, coberta amb volta de canó i un absis semicircular a llevant que s'obre directament sobre la nau. La porta és a ponent, i al centre de l'absis s'obre una finestra de doble esqueixada. El conjunt pertany a una obra rústica del segle xii. Es diu que és l'església més petita de Catalunya.